# 迈伦 (纽约州)
迈伦（英語：Milan，/ˈmaɪlən/）是位于美国纽约州达奇斯县的一个镇，地处达奇斯县北部，北邻哥伦比亚县。2010年美国人口普查时，该镇有2370人。迈伦镇建于1818年。其面积为36.6平方英里。